# Tarasiv, Kozeleț
Tarasiv (în ucraineană Тарасів) este un sat în comuna Bileikî din raionul Kozeleț, regiunea Cernihiv, Ucraina.

## Demografie
Componența lingvistică a localității Tarasiv
     Ucraineană (97,52%)
     Rusă (1,65%)
     Alte limbi (0,82%)
Conform recensământului din 2001, majoritatea populației localității Tarasiv era vorbitoare de ucraineană (97,52%), existând în minoritate și vorbitori de rusă (1,65%).